# Гуго III де Водемон
Гуго III (фр. Hugues III de Vaudémont; ум. 20 апреля или 4 мая 1243) — граф Водемона с 1242 года. Сын графа Гуго II де Водемона и Гедвиги де Райнель, дамы де Гондрекур.

## Биография
Не позднее 1231 года женился на Маргарите Барской, дочери графа Бара Тибо I и Эрмесинды Люксембургской.
В июне 1239 года в составе отряда графа Шампани Тибо IV отправился в крестовый поход. Вернулся из Святой земли к сентябрю следующего года.
В 1242 году наследовал отцу в качестве графа Водемона, но вскоре умер.

## Семья
Дети:
- Генрих I (ум. 1278), граф Водемона с 1243 и Ариано с 1271
- Агнесса (ум. 1282), жена Вальрама I, графа Цвайбрюккена.

Гуго III считается основателем города Соксеротт.